# Ramciel
Ramciel, também grafada Ramchiel ou Ramshiel, é uma localidade em Lagos, um estado no Sudão do Sul, planejada para ser futuramente a capital do país.
Ramciel é considerada o centro geográfico do país e faz divisa com o estado de Jonglei a oeste. Está muito próxima à divisa com os estados de Equatória Central, Jonglei e Lagos, assim como onde as províncias históricas de Equatória, Grande Nilo Superior e Bahr el Ghazal se encontravam. John Garang, o primeiro presidente do Sudão do Sul, alegadamente queria situar a capital nacional em Ramciel durante seu mandato, mas ele faleceu antes de o Sudão do Sul conseguir sua independência e em seu lugar a maior cidade do recém-criado país, Juba, tornou-se a capital nacional.

## Etimologia
O nome "Ramciel" é de origem dinca, que significa "lugar central de união".

## Geografia
Ramciel está a aproximadamente 125 milhas (200 km) ao norte de Juba e está localizada na margem ocidental do Nilo Branco. Até o momento não há rodovia pavimentada entre Juba e Ramciel, embora se estime que a viagem entre as duas cidades leve menos de duas horas sob essas condições. Sob condições ideais, considera-se uma viagem de meia hora a Rumbek e de até três horas a Wau a partir de Ramciel.
Um dos maiores pântanos do mundo, o Sudd, situa-se no meio do grande Bahr el Ghazal e do Grande Nilo Superior, mas fazendo com que as comunicações diretas por via rodoviária entre cidades localizadas em lados opostos do Sudd sejam praticamente impossíveis; o que torna as viagens até Malakal e Bentiu impossíveis do sul e do oeste durante a estação chuvosa, que ocorre de junho a novembro.

## Proposta para capital nacional
No início de fevereiro de 2011, o então Governo Autônomo do Sudão do Sul promulgou uma resolução para encontrar uma nova capital para o país. Ramciel era uma das duas localidades propostas para a sede. O governador de Lagos, Chol Tong Mayay, visitou Ramciel mais tarde naquele mesmo mês para chamar atenção para sua candidatura de Ramciel como a nova capital. "O finado doutor John Garang prometeu fazer em Ramciel a capital do Sudão do Sul e tê-la aqui será a realização de um sonho". Pouco antes da independência sul-sudanesa, em julho de 2011, um porta-voz confirmou que o governo federal ainda considerava construir a nova capital em Ramciel. Em 2 de setembro, o gabinete federal votou para a designação de Ramciel como a localização para a cidade planejada, com território demarcado a partir do estado de Lagos. O ministro da Informação, Barnaba Marial Benjamin, disse que a mudança levaria aproximadamente três a cinco anos para acontecer e seria conduzida em etapas.
O vice-presidente Riek Machar disse em meados de dezembro de 2011 que o governo do Sudão do Sul estava planejando construir um aeroporto internacional em uma zona franca em Tali, próxima a Ramciel. Machar sugeriu que esse aeroporto poderia receber aeronaves cargueiras de grande porte que não poderiam aterrissar em outros aeroportos regionais, um patrimônio vital para a realização do projeto de Machar para tornar o Sudão do Sul um hub no centro do continente africano.
Um contrato foi firmado em 2012 para a realização de um levantamento e de um estudo de viabilidade do local. A área proposta foi visitada diversas vezes pelo então vice-presidente Riek Machar e por vários ministros sul-sudaneses ao longo daquele ano.